# TWA Flight 800
Trans World Airlines Flight 800 (TWA 800), var en Boeing 747 fra det amerikanske selskab Trans World Airlines, der eksploderede og styrtede ned i Atlanterhavet nær East Moriches, New York ud for Long Islands kyst. Det skete 12 minutter efter at flyet var lettet den 17. juli 1996 klokken cirka 20:31 lokal tid (18. juli 1996 kl. 02:31 dansk sommertid). TWA 800 var lettet fra John F. Kennedy International Airport på vej til Rom og skulle have mellemlandet i Aéroport Paris-Charles de Gaulle i Paris. Alle 230 ombordværende omkom, den tredje dødeligste flyulykke på amerikansk jord.
Flystyrtet var omgæret af stor mystik og blev genstand for konspirationsteorier. En teori gik på, at det var et terrorangreb, mens andre beskyldte den amerikanske flåde for at have ramt flyet med et øvelsesmissil. Flere vidner fortalte, at de forud for eksplosionen havde set en lysstribe flyve fra jorden og op mod flyet.
Efter en fire år lang undersøgelse konkluderede de amerikanske trafiksikkerhedsmyndigheder, NTSB, at flyet var blevet ødelagt af en eksplosion i en halvtom brændstoftank, som muligvis var antændt af gnister fra defekte ledninger. Undersøgelsen af flykatastrofen var den mest omfattende, komplekse og dyreste i USA's historie. Som resultat af undersøgelsen blev nye krav udviklet til fly for at forhindre fremtidige eksplsioner i brændstoftanke.

## Flyet

### TWA 800
Flyet med registreringsnummeret N93119 blev fremstillet af Boeing i juli 1971, da det var blevet bestilt af Eastern Air Lines, men efter at flyselskabet valgte at afbestille alle deres 747 ordrer, blev det i stedet købt af TWA. Flyet havde gennemført 16.869 flyvninger med 93.303 timers drift. På dagen for ulykken var flyet lettet fra Athen i Grækenland som TWA Flight 881 og ankom til John F. Kennedy International Airport (JFK) omkring klokken 16.38 lokal tid.
Flyet blev tanket og besætningen blev skiftet ud; den nye flyvebesætning bestod af kaptajn Ralph G. Kevorkian, kaptajn/kontrollér Steven E. Snyder og "flight engineer" (3. pilot) Richard G. Campbell (alle med mere end 30 års ansættelse hos TWA), og "flight engineer"-praktikanten Oliver Krick, der var begyndt på hans sjette del af uddannelsen.
TWA 800 skulle oprindeligt have lettet klokken 19.00 lokal tid, men blev forsinket indtil klokken 20.02 på grund af en misforståelse omkring bagage.

## Passagerernes nationaliteter

### Passagerer og besætning om bord på Flight 800
| Nationalitet    | Passagerer | Besætning | Total |
| --------------- | ---------- | --------- | ----- |
| Danmark         | 1          | 0         | 1     |
| Elfenbenskysten | 1          | 0         | 1     |
| Frankrig        | 40         | 0         | 40    |
| Israel          | 1          | 0         | 1     |
| Italien         | 7          | 1         | 8     |
| Norge           | 2          | 0         | 2     |
| Portugal        | 5          | 0         | 5     |
| Spanien         | 1          | 0         | 1     |
| Sverige         | 1          | 0         | 1     |
| Tyskland        | 1          | 0         | 1     |
| USA             | 152        | 17        | 169   |
| Total           | 212        | 18        | 230   |

## Galleri
- TWA 800 med registreringsnummeret N93119, her fotograferet på London Gatwick Airport i 1982 – 14 år før ulykken.
- Ifølge myndighedernes rekonstruktion så det angiveligt således ud, da TWA 800 eksploderede over Atlanterhavet 12 minutter efter afgang fra New York.
- NTSB animation – flyet fortsatte angiveligt opad efter at cockpitsektionen var faldet af.